# Semaeopus subrugosa
Semaeopus subrugosa là một loài bướm đêm trong họ Geometridae.